# 左盛均
左盛均（?—?），廣西省桂林府臨桂縣人，清朝政治人物、進士出身。
光緒九年（1883年），参加癸未科殿試，登進士二甲108名。同年五月，著以主事分部学习。